# ديروتان
قرية ديروتان إحدى قرى سوريا تتبع إداريّاً لـمحافظة اللاذقية منطقة جبلة ومركزها بلدة ديروتان، بلغ تعداد سكان القرية 6860 نسمة حسب التعداد السكاني لعام 2004، وتشتهر بزراعة الزيتون والأشجار المثمرة وبعض الزراعات الموسمية، تبعد عن مركز مدينة جبلة/13/ كم شرقاً، وتتبع ديروتان لناحية عين شقاق وتضم القرى والمزارع التالية: ديروتان- بيت حجيرة- المعسلة- عرمتي-حرف الصليب.

## أصل التسمية
- استمدت تسميتها من دير قديم كان موجود فيها وعندما سُكِنت المنطقة في مرحلة لاحقة لخراب الدير أُطلق عليها «دير الأوتان» ومع الزمن حول ليصبح «ديروتان».